# Oftersheimer Dünen
Die Oftersheimer Dünen sind ein Landschafts- und Naturschutzgebiet im Gebiet der Gemeinde Oftersheim (Rhein-Neckar-Kreis) im nördlichen Baden-Württemberg. Es liegt südöstlich von Oftersheim in Richtung Sandhausen in der Schwetzinger Hardt (Naturraum Hardtebenen).
Die Oftersheimer Dünen sind die höchsten Binnendünen Baden-Württembergs, die sich aus eiszeitlichen Sand- und Schotterablagerungen des Rheins gebildet haben.

## Entstehung und Geschichte
Die Oftersheimer Dünen sind Teil einer größeren Kette von Binnendünen und Flugsandfeldern in der Nördlichen Oberrheinebene, die zum Ende der Eiszeit entstanden. Zu dieser Zeit zog sich der Rhein aus Teilen seines Flussbetts zurück, so dass Winde den Sand aus den nun freiliegenden Rheinniederungen weitertragen konnten. Die Binnendünen sind das Resultat dieser Sandverwehungen aus der Rheinniederung. Diese Binnendünen wurden nach und nach von Wald bewachsen. Durch Weidenutzung und landwirtschaftliche Nutzung entstanden auf den Binnendünen auch offene Sandflächen.

## Beschreibung
Das insgesamt 48 Hektar große Naturschutzgebiet Oftersheimer Dünen setzt sich aus vier separaten Naturschutzgebiet-Teilflächen zusammen. Diese Teilflächen sind gemeinsam in das gleichnamige Landschaftsschutzgebiet Oftersheimer Dünen eingebettet, welches 173 ha groß ist.
Bei den Teilflächen handelt es sich um folgende Gebiete:
- Teilfläche Friedenshöhe (2 ha): Die Friedenshöhe grenzt an die B 291 bei Oftersheim an. Hier findet man noch offene Dünenflächen mit Kalksandrasen.
- Teilfläche Dreieichenbuckel (6 ha): Der Dreieichenbuckel ist ein schmaler Streifen, der im Westen an die Sportanlagen der Gemeinde Oftersheim und an die Hardtwaldsiedlung grenzt. Der Streifen ist vorwiegend mit Kiefern und Laubbäumen bewaldet. Als Mischbaumarten treten auch Hainbuche, Kastanie und Linde auf.
- Teilfläche Feldherrenhügel (37 ha):  Der Feldherrenhügel ist ein gegenüber dem Umland ca. 20 m hoher Hügel mit flachem Gipfelplateau. Hier befindet sich der höchste Punkt des Dünenzuges. Das Gipfelplateau des Hügels ist mit lichten, hohen Beständen der Waldkiefer bewachsen; im Unterwuchs findet man bedeutende Sandrasenvorkommen. Die Dünenflanken sind dagegen dicht mit Gehölz bewachsen.
- Teilfläche Am Golfplatz (2 ha): Der schmale Dünenrand im Osten grenzt an die Anlagen des Golfclubs Rheintal. Hier findet man noch Reste eines Sandrasens.[4]

Außerhalb des Landschaftsschutzgebietes befindet sich überdies der Wingertsbuckel mit vergleichbarer Binnendünenvegatation.

## Flora

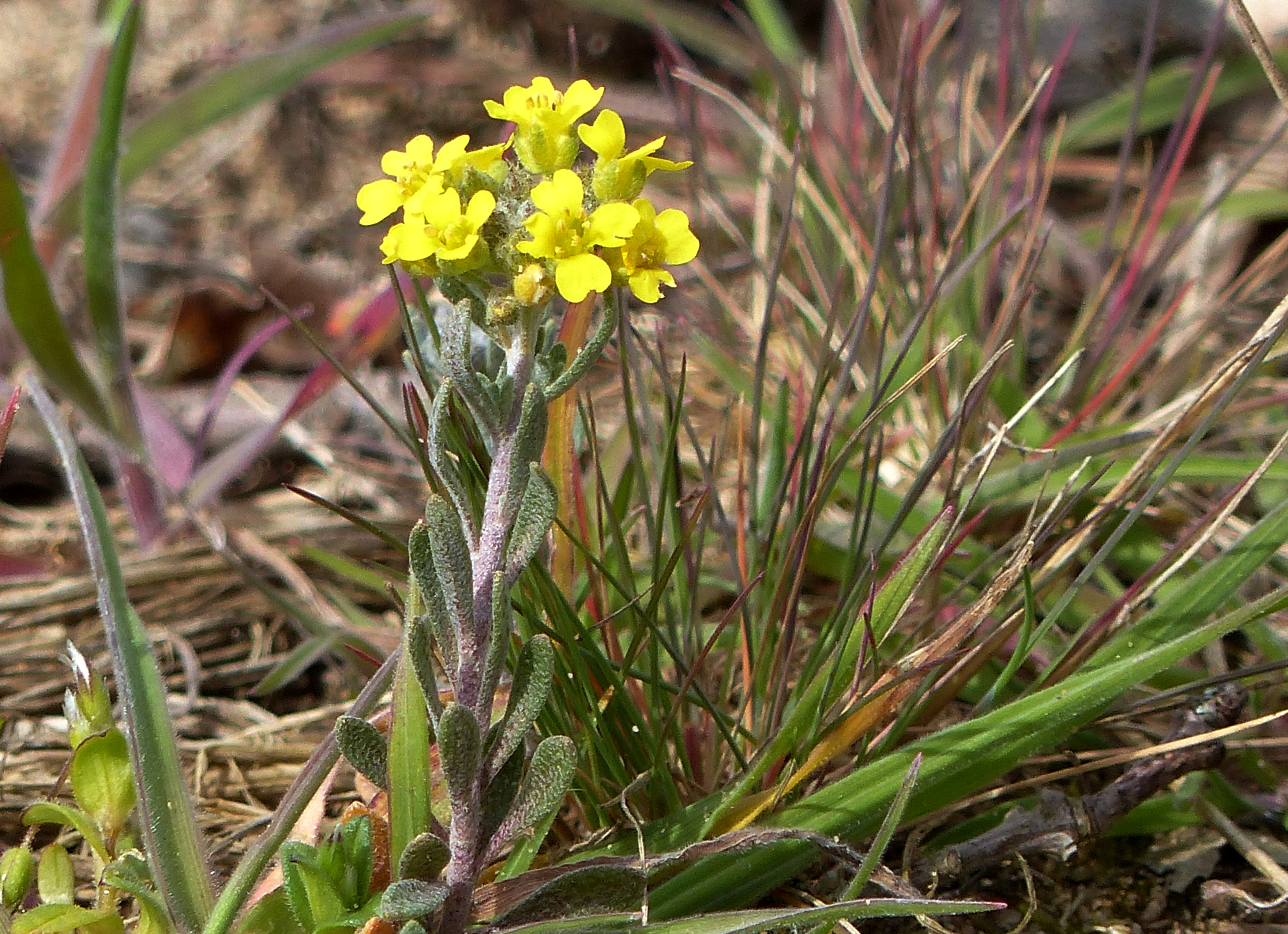
Dünen-Steinkraut (Alyssum montanum subsp. gmelinii), Dreieichenbuckel, Rote Liste Art (Aufn. 2023)

Je nach Teilgebiet findet man unterschiedliche Pflanzenwelten vor:
- Teilfläche Friedenshöhe: viele Pionierarten auf kalkhaltigen Sandböden, z. B. Zwerg-Schneckenklee, und andere Sandbewohner, z. B. Steppen-Wolfsmilch oder Scharfer Mauerpfeffer, Rauhaarige Gänsekresse
- Teilfläche Dreieichenbuckel: beweideter lückiger Kiefern- und Eichenwald, mit Dünen-Steinkraut, Ästiger Graslilie, dem Nickendem Leimkraut, Silbergras und Karthäusernelke.
- Teilfläche Feldherrenhügel:  Waldkiefer und Sandrasen, Vorkommen von Karthäusernelke, Hügel-Meier, Golddistel, Rundblättrige Glockenblume, Gewöhnliche Goldrute, Berg-Haarstrang und Duft-Skabiose
- Teilfläche Am Golfplatz: Sandrastenreste mit Sand-Thymian, Thymian-Sommerwurz, Sand-Veilchen und Kleinem Habichtskraut[5]

## Fauna
Die Sandflächen der Oftersheimer Dünen bieten Insekten wie Wildbienen, Heuschrecken und Sandlaufkäfern eine Heimat, darunter z. B. Verkannter Grashüpfer, die Blauflügelige Ödlandschrecke und der Dünen-Sandlaufkäfer.
In den Waldgebieten des Schutzgebiets wie dem Dreieichenbuckel können seltene Vögel beobachtet werden, z. B. Fitis, Baumfalke, Mittelspecht, Wespenbussard und Ziegenmelker.